# Tväråtjärnen (Byske socken, Västerbotten)
Tväråtjärnen är en sjö i Skellefteå kommun i Västerbotten och ingår i Åbyälvens huvudavrinningsområde. Sjön har en area på 0,0598 kvadratkilometer och ligger 69,1 meter över havet.

## Delavrinningsområde
Tväråtjärnen ingår i det delavrinningsområde (723745-175123) som SMHI kallar för Ovan Stavsjöbäcken. Medelhöjden är 89 meter över havet och ytan är 26,06 kvadratkilometer. Räknas de 10 avrinningsområdena uppströms in blir den ackumulerade arean 172,81 kvadratkilometer. Tvärån som avvattnar avrinningsområdet har biflödesordning 2, vilket innebär att vattnet flödar genom totalt 2 vattendrag innan det når havet efter 17 kilometer. Avrinningsområdet består mestadels av skog (74 procent) och sankmarker (17 procent). Avrinningsområdet har 0,1 kvadratkilometer vattenytor vilket ger det en sjöprocent på 0,4 procent.